# 캔자스시티 모나크스

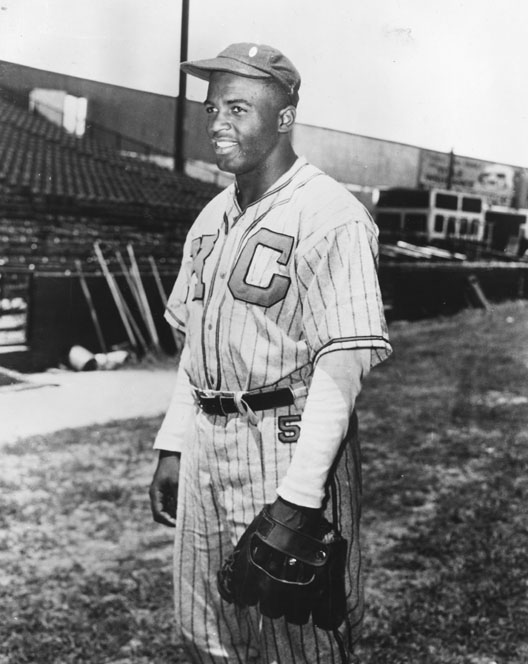

캔자스시티 모나크스(Kansas City Monarchs)는 미국 니그로 리그 베이스볼에 속했던 구단 중 가장 오랫동안 존속한 구단이다. 1920년 창단했으며 연고지는 미주리주 캔자스시티였다. 1956년 미시간주 그랜드래피즈로 이전하였으나 이름은 그대로 유지하였다. 후일 미국 야구 명예의 전당에 입성하는 사첼 페이지, 불릿 로건, 재키 로빈슨, 힐턴 스미스, 앤디 쿠퍼, 어니 뱅크스 등이 이 팀을 거쳐갔을 만큼 명문팀이었으며, 니그로 리그 가맹 구단 중 가장 많은 메이저 리그 선수를 배출하였다. 1965년 해체되었다.

## 같이 보기
- 분류:캔자스시티 모나크스 선수